# Грубость (фильм, 1975)
«Lo sgarbo» (букв. «Грубость») — эротический триллер 1975 года итальянского режиссёра Марино Джиролами.

## Сюжет
Мафиози Сальваторе из-за конфликта с конкурирующей мафиозной семьей отправляют из Америки на Сицилию, к боссу Палермской мафии Дону Мими, который изображен инвалидом в кресле-каталке. Связь Сальваторе с содержанкой босса Мариной вызывает гнев босса и Сальваторе вынужден бежать в Лондон. Фильм изобилует изображениями обнаженной натуры, сценами секса, насилия и кровавых мафиозных разборок.

## В ролях
| Актёр                                     | Роль               |
| ----------------------------------------- | ------------------ |
| Джанни Руссо (под именем Луис Вито Руссо) | Сальваторе Маннино |
| Артуро Доминики                           | дон Липари         |
| Гвидо Челано                              | дон Мими           |
| Карин Шуберт                              | Марина             |
| Элен Шанель                               | леди Уайт          |

## Критика
Тематика мафиозных фильмов оказалась «выжатой» после выхода в прокат «Крестного отца», и Марино Геролами переключается на секс: специальность Сальваторе — шантаж политиков через их сексуальные связи. Фильм был снят с небольшим бюджетом и вышел крайне низкого качества (включая монтаж и неудачную подборку натуры), однако несколько сцен, таких как секс на помидорном поле или групповой секс в исполнении Тома Феллеха заслуживают внимания.